# Rourea
Rourea är ett släkte av tvåhjärtbladiga växter. Rourea ingår i familjen Connaraceae.

## Dottertaxa tillRourea, i alfabetisk ordning[1]
- Rourea accrescens
- Rourea acutipetala
- Rourea adenophora
- Rourea amazonica
- Rourea antioquensis
- Rourea araguaensis
- Rourea asplenifolia
- Rourea bahiensis
- Rourea balansaeana
- Rourea blanchetiana
- Rourea brachyandra
- Rourea breviracemosa
- Rourea calophylla
- Rourea calophylloides
- Rourea camptoneura
- Rourea carvalhoi
- Rourea cassioides
- Rourea caudata
- Rourea chrysomalla
- Rourea cnestidifolia
- Rourea coccinea
- Rourea confundens
- Rourea cuspidata
- Rourea dictyophylla
- Rourea discolor
- Rourea doniana
- Rourea duckei
- Rourea emarginata
- Rourea erythrocalyx
- Rourea fluminensis
- Rourea foreroi
- Rourea frutescens
- Rourea fulgens
- Rourea gardneriana
- Rourea glabra
- Rourea glazioui
- Rourea gracilis
- Rourea grosourdyana
- Rourea harmandiana
- Rourea induta
- Rourea kappleri
- Rourea krukovii
- Rourea latifoliolata
- Rourea laxiflora
- Rourea ligulata
- Rourea luizalbertoi
- Rourea macrocalyx
- Rourea martiana
- Rourea microphylla
- Rourea mimosoides
- Rourea minor
- Rourea myriantha
- Rourea neglecta
- Rourea obliquifoliolata
- Rourea oligophlebia
- Rourea omissa
- Rourea orientalis
- Rourea ovalis
- Rourea paraensis
- Rourea parviflora
- Rourea pittieri
- Rourea prainiana
- Rourea prancei
- Rourea psammophila
- Rourea pseudogardneriana
- Rourea pseudospadicea
- Rourea puberula
- Rourea pubescens
- Rourea radlkoferiana
- Rourea revoluta
- Rourea rugosa
- Rourea schippii
- Rourea solanderi
- Rourea sprucei
- Rourea stenopetala
- Rourea suerrensis
- Rourea surinamensis
- Rourea tenuis
- Rourea thomsonii
- Rourea vieillardii
- Rourea vulcanicola